# Armatobalanus nefrens
Armatobalanus nefrens е вид челюстнокрако от семейство Archaeobalanidae.

## Разпространение
Видът е разпространен в САЩ.